# Aristolochia delavayi
Aristolochia delavayi är en piprankeväxtart som beskrevs av Adrien René Franchet. Aristolochia delavayi ingår i släktet piprankor, och familjen piprankeväxter. Inga underarter finns listade i Catalogue of Life.